# Grudziądz
Grudziądz (pronunție în poloneză [ɡrudʑȋɔ̃ʣ]; în germană Graudenz; în poloneză veche Grudenczh) este un municipiu în voievodatul Cuiavia și Pomerania, Polonia.
Se află lângă Vistula, la o altitudine de 50 m deasupra nivelului mării. Are o suprafață de 57,76 km². Populația este de 90.890 locuitori, determinată în 31 martie 2021, prin recensământul polonez din 2021[*].

## Istorie
Grudziądz a primit statut de oraș în 1291 și a devenit parte din Confederația Prusacă în 1440. Între 1466 și 1772, orașul a făcut parte din Polonia. După ce  Polonia a fost dezmembrată în 1772, orașul a intrat din nou sub control prusac, de data aceasta ca parte din Regatul Prusiei. În secolul al XIV-lea, orașul a devenit un important centru industrial. În alegerile din 1912 pentru Reichstag, 21% din voturile orașului au mers la candidați polonezi, iar 53% au mers la Partidul Național Liberal din Germania.
În 23 ianuarie 1920, după aproape 150 de ani de dominație prusacă, Grudziądz a redevenit parte din noua Republică Poloneză. Din cauza potențialului său economic și pentru că găzduia o serie de instituții importante, Grudziądz a devenit cel mai important centru economic al Pomeraniei între cele două războaie mondiale. Orașul a fost și un centru militar important, fiind sediul mai multor școli și academii militare.
La 3 septembrie 1939 orașul a fost invadat de trupe germane, astfel începând ocupația nazistă care a durat cinci ani. În Grudziądz a fost situat lagărul german Graudenz. În Al Doilea Război Mondial mai mult de 60% din oraș a fost distrus.

### Populație istorică
- 1880 - 17,321
- 1905 - 35,958
- 1980 - 90,000
- 1990 - 102,300
- 1995 - 102,900
- 1999 - 102,434
- 2000 - 100,787